# NGC 5907
NGC 5907 es una galaxia espiral en la constelación de Draco que se encuentra a 40 millones de años luz de distancia. De magnitud aparente 10,38, su brillo superficial es 13,4 mag/arcsec2. Fue descubierta por William Herschel en 1788.
NGC 5907 aparece vista de canto desde nuestra perspectiva, orientada aproximadamente en sentido norte-sur. El núcleo no aparece claramente definido (y de hecho está escondido por el polvo interestelar, que dada la elevada inclinación de la galaxia dificulta en gran medida su estudio al menos en luz visible,); estudios en otras longitudes de onda muestran una barra central pequeña -de modo que en realidad es una galaxia espiral barrada-, así como dos anillos o brazos espirales de hidrógeno molecular a radios de 3,5 y 7 kiloparsecs, y una tasa de formación estelar bastante modesta
Destaca su disco extremadamente fino, que muestra cómo sucede en otras galaxias espirales cierta deformación atribuida a interacciones con galaxias vecinas, por lo que ocasionalmente se la ha llamado Galaxia Astilla. Es la segunda galaxia más importante del Grupo de NGC 5866.
Utilizando la cámara de gran campo del Telescopio Issac Newton 2.5 m en La Palma se han podido observar los restos de una posible galaxia enana que está siendo destruida en su halo, y que se piensan que puede haber permanecido en ese estado varios miles de millones de años. Es de especial interés que la galaxia principal se ve de perfil y su disposición geométrica facilita la comparación con los modelos teóricos.
Se ha observado una supernova en esta galaxia (SN 1940A), que alcanzó magnitud 14.